# Coriolano Márquez
Coriolano Márquez fue un militar de origen rioplatense que participó de las guerras civiles argentinas y tuvo  una discutida actuación en la política uruguaya y en la Guerra del Paraguay.

## Biografía
En 1854 fue detenido y encausado en Buenos Aires por falsificación de moneda. Consiguió fugar de la cárcel y pasar a la provincia de Entre Ríos donde solicitó asilo aduciendo ser perseguido por motivaciones políticas.
En 1859 tras la batalla de Cepeda el general Justo José de Urquiza sitió la ciudad y ocupó la provincia de Buenos Aires, ordenando el reemplazo de los prefectos de sus partidos. Entre esas disposiciones, se ordenaba el reemplazo de Fernando Alfaro por Márquez como prefecto del partido de San Vicente.
Fernando Alfaro tras ver su casa saqueada llegó a huir en compañía del teniente coronel Camilo Rodríguez, Adolfo Chueco, Pedro Esquivel y Felipe Olivera con el objetivo de embarcarse en las playas de Quilmes (Buenos Aires) rumbo a Colonia del Sacramento de no poder pasar a Buenos Aires, pero fue alcanzado por Márquez y ejecutado con sus compañeros el 9 de noviembre de 1859.
Tras la paz, Urquiza entregó a Márquez a las autoridades de Buenos Aires para ser juzgado por el crimen y por actividades de bandolerismo en la campaña, pero al poco tiempo huyó nuevamente de la prisión escapando de ser ejecutado. 
En esta ocasión buscó refugio en el Uruguay en cuyo ejército sirvió con el grado de coronel, convirtiéndose en colaborador del presidente blanco Atanasio Cruz Aguirre. Allí escribió en 1862 un libro titulado El pirata o La familia de los condes de Osorno, que hizo publicar en Buenos Aires en la Imprenta de Buffet.
Tras detectar una conspiración en su contra poco antes del golpe, Aguirre destituyó a su gabinete y ordenó la detención de Federico Nin Reyes y de Coriolano Márquez, quien alcanzó a refugiarse en Paraguay. 
Allí, en vísperas de la Guerra de la Triple Alianza, Márquez ofreció sus servicios al gobierno paraguayo y permaneció en las cercanías de Asunción dedicado a escribir artículos en alabanza del régimen de Francisco Solano López, muchos de ellos publicados en el Semanario. Márquez se convirtió en jefe de redacción del órgano oficial de prensa hasta que finalmente caído en desgracia, López ordenó su detención como reo de traición y fue ejecutado en el campamento de San Fernando el 17 de agosto de 1868 junto al paraguayo Pedro Burges.
Estaba casado con Catalina Caravia, hija de Bernabé Caravia y Dolores Gutiérrez, quien tras su muerte casó en segundas nupcias con Juan Pedro de Castro.